# Komet Halleyjeve vrste
Komet Halleyjeve vrste (eng. Halley-type comet, HTC), vrsta periodičnih kometa ophodnog vremena od 20 do 200 godina, koji se pojavljuju jednom ili dvaput u ljudskom životnom vijeku. Većina dolazi iz orbita između Saturnove i Neptunove. Zbog naravi njihovi orbita, orbite im mogu iskriviti divovski planeti i poslati ih u orbite predaleko od Sunca te ne mogu isplinuti (outgassing) i obrnuto. Ova vrsta kometa imenovana je prema prvom otkrivenom članu, Halleyjevom kometu, koji kruži oko Sunca oko 75 godina i daleko u orbitu odlazi kolika je Neptunova orbita.
Mali planeti koji su se razvili na sličnim orbitama kao kometi Halleyjeve vrste i koji se nikad ne približe Suncu toliko blizu gdje bi isplinuli zovu se centauri.
Većina kometa s periodima od 20 do 200 godina (20 < P < 200 godina), što ih čini kometima Halleyjeve vrte po klasičnoj definiciji,
 zapravo su službeno svrstane ili kao kometi Jupiterove obitelji (eng. Jupiter-family comets, JFCs) ili kometi Hironove vrste (eng. Chiron-type comets, CTCs), zasnovano na njihovu Jupiterovu Tisserandovu parametru odnosno Tisserandovoj invarijaciji (TJupiter). 
Smatra se da ova vrsta kometa vjerojatno izvire iz Oortova oblaka.